# Nomada barbilabris
Nomada barbilabris är en biart som beskrevs av Pérez 1895. Nomada barbilabris ingår i släktet gökbin, och familjen långtungebin. Inga underarter finns listade i Catalogue of Life.